# Kirchgasse 13 (Eppingen)

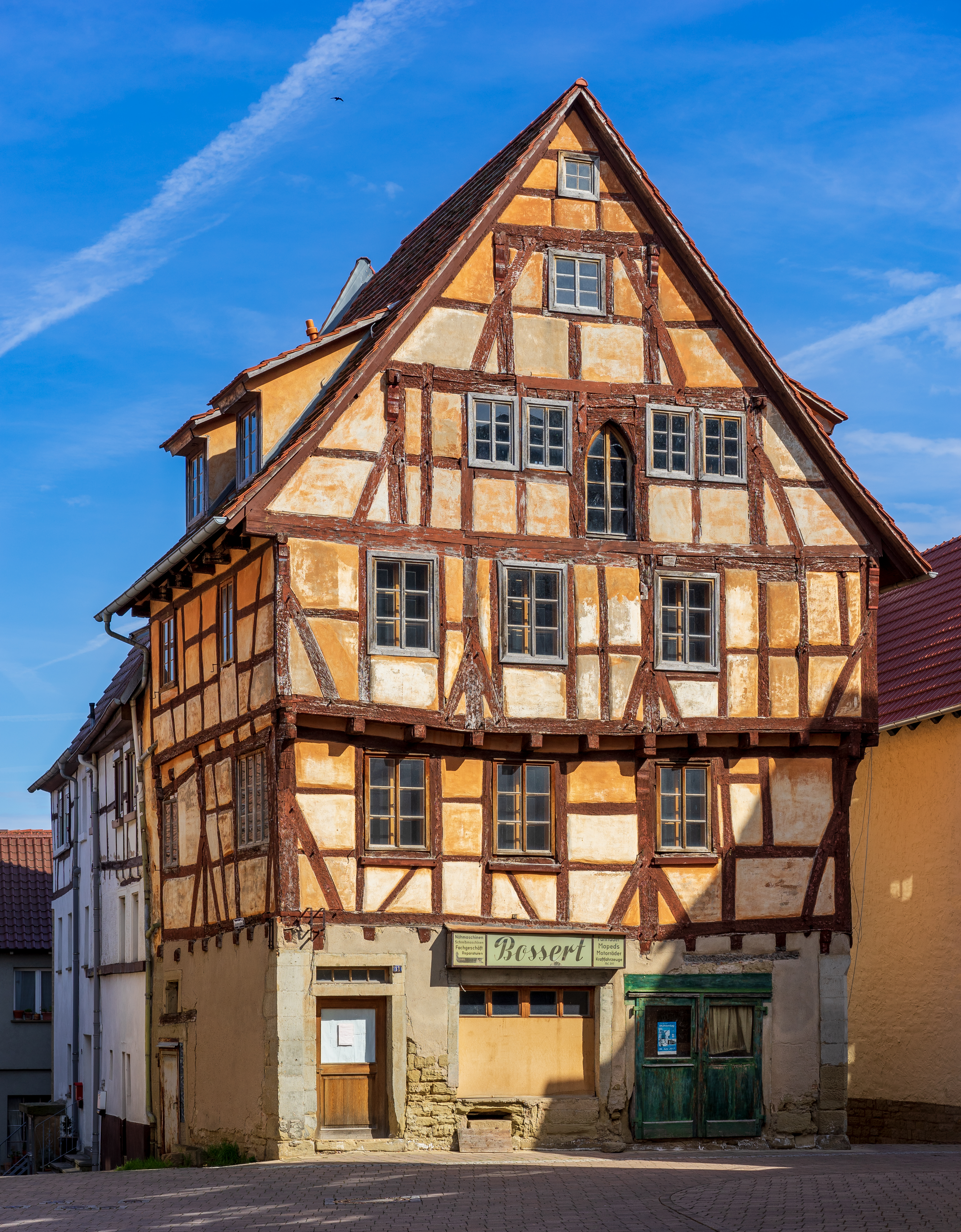
Fachwerkhaus Kirchgasse 13 in Eppingen

Das Haus Kirchgasse 13 in Eppingen, einer Stadt im Landkreis Heilbronn im nördlichen Baden-Württemberg, ist ein um 1450 errichtetes Fachwerkhaus im Kraichgau. Das Gebäude ist als Kulturdenkmal geschützt.

## Beschreibung
Das Haus ist ein dreistöckiges Handwerkerhaus mit einer Grundfläche von 9,20 m × 6,20 m und einem Giebel über der Längsseite. Der Nordgiebel ist an das benachbarte Haus angelehnt, die anderen drei Seiten stehen frei. An der Osttraufseite ist zum Nachbarhaus noch der Ehgraben zu sehen.
Das Erdgeschoss dieses Hauses in Stockwerkbauweise wurde in späterer Zeit mit Werksteinmauerwerk erneuert. Die zwei Fachwerkoberstöcke sind außermittig in zwei Längsstreifen und drei Querstreifen zum freistehenden Giebel geteilt. Der zweite Oberstock kragt zum Straßengiebel (hier mit Stichgebälk) und zur östlichen Traufseite vor. Die Fußböden sind zwischen Balkenköpfen und Schwellen sichtbar. Von dem einstigen Schwebegiebel, auch Freigespärre genannt, sind nur noch Knaggen vorhanden.
Die Fensteröffnungen wurden in neuester Zeit vergrößert und im unteren Dachstock wurde die Ladeluke mit gotischem Spitzbogen verglast. Im zweiten Dachstock befinden sich gebogene lange Streben.